# Paul Kiß
Paul Kiß (auch Kiss) (* 30. Oktober 1871 in Meerane; † 27. Januar 1947 in Greiz) war ein deutscher Journalist und Politiker (SPD, USPD).

## Leben
Kiß war der Sohn des Webers Karl Friedrich Kiß und dessen Ehefrau Emma geborene Bauch. Er war evangelisch-lutherischer Konfession und trat am 20. Oktober 1895 aus der Kirche aus. Am 19. September 1893 heiratete er in Meerane Emma Alma Kießling (* 24. Juli 1873 in Meerane; † 26. Februar 1861 in Greiz), die Tochter des Webers Karl August Kißling aus Meerane.
Er besuchte die Volksschule und machte danach eine Ausbildung als Handweber in Meerane. Von Juli 1896 bis [1933] war er Geschäftsführer der „Reußischen Volkszeitung“ (einer SPD-Parteizeitung) in Greiz.
Anfang 1904 war er Mitgründer des Sozialdemokratischen Vereins für Reuß ä.L. 1906, 1908 und 1911 war er als Delegierter auf Reichsparteitagen der SPD. 1917 trat er der USPD bei und wechselte 1922 erneut zur SPD. [1913]–1917 war er Vorsitzender des SPD-Landesvorstands und 1917–[1919] des USPD-Landesvorstands im Fürstentum Reuß ältere Linie. Daneben war er ab spätestens ab 1914 Vorstandsmitglied des Gewerkschaftskartells und der AOK in Greiz.
Ab 19. Oktober 1914 war er für den verstorbenen Walther Jahn Abgeordneter im Greizer Landtag.
Nach der Novemberrevolution 1918 wurde er am 10. November 1918 Vorsitzender des neu gebildeten Arbeiter- und Soldatenrates in Greiz. Im Dezember 1918 war er Delegierter zum Reichsrätekongress in Berlin. Der Arbeiter- und Soldatenrat berief ihn, Arthur Drechsler und William Oberländer vom 12. November 1918 bis zum 17. April 1919 als Mitglieder der Landesregierung Reuß ä.L. Vom 1. Januar 1919 bis zum 1. Juli 1921 war er Mitglied im Staatsrat von Reuß, der Regierung des Volksstaats Reuß mit dem Titel Staatsrat.
Ab dem 17. Februar 1919 war er für die USPD erneut Mitglied des Landtags. Daneben war er ab dem 19. Februar 1919 Mitglied des Gemeinsamen Landtages beider reußischer Staaten (ab April 1919 Volksstaat Reuß) bzw. der nach der Gründung des Landes Thüringen aus diesem Landtag hervorgegangenen, 1921 verkleinerten und schließlich zum 31. März 1923 aufgelösten Gebietsvertretung Gera-Greiz. Zwischen dem 16. Dezember 1919 und dem 20. Juli 1920 war er Mitglied im Volksrat von Thüringen. 1920 bis 1921 gehörte er dem ersten Thüringer Landtag an.
Im Jahr 1927 war er Kassierer der SPD in Greiz und Vorsitzender der Gemeinschaft proletarischer Freidenker für Thüringen. Mit der Machtergreifung der Nationalsozialisten wurde er als Geschäftsführer der „Reußischen Volkszeitung“ entlassen. Im September 1935 wurde er zu 15 Monaten Gefängnis verurteilt.
Die Paul-Kiß-Straße in Greiz ist nach ihm benannt.